# Богданівка (Павлоградський район)
Богданівка — село в Україні, центр Богданівської сільської територіальної громади Павлоградського району Дніпропетровської області. Розташоване над річкою Великою Тернівкою.
Дворів 1954, населення 3074 особи. У поселенні мешкають шахтарі, котрі працюють на шахтах Західно-донбаського вугільного басейну. Діють середня і неповна середня школи. Є клуб та дитячий садок.

## Назва
Першими поселенцями села були вихідці з Курської і Орловської губерній. Вважалися вони державними селянами, тому що отримували польові наділи за службу, на південному кордоні. Родючі землі нового краю приїжджі селяни називали землями, Богомданними, звідси і відбувається назва села — Богданівка.

## Географія
Село Богданівка розташоване на лівому березі річки Велика Тернівка, яка через 3 км впадає в річку Самара, вище за течією на відстані 4 км розташоване село Нова Дача, на протилежному березі — місто Тернівка. До села примикає лісовий масив (сосна).
Село розташоване за 23 км на схід від районного центру та за 13 км від залізничної станції Богуславський на лінії Покровськ — Павлоград I.

## Історія
Станом на 1886 рік у селі Богуславської волості Павлоградського повіту Катеринославської губернії мешкало 4695 осіб, налічувалось 745 дворів, існували православна церква, школа, 3 лавки.
Після реформи 1861 року, різко виявилося класове розшарування в селі. Малоземельні хлібороби почали орендувати поля у поміщиків. За це вони повинні були віддавати їм частину урожаю або відпрацьовувати. Заможні селяни в своїх господарствах вже використали найману працю. А вже в період проведення аграрної реформи Столипіна найзаможніші господарі почали скуповувати землю у бідних селян, виділяли їх в «відруби», а потім і самі вирушали туди. Таким чином утворювалися хутори.
Так, в 1912 році селянин Пуц П. Ф., який служив управляючим в господарстві поміщика Коха (с. Кохівка), викупив наділ в десяти кілометрах на південному заході від Богданівки, а потім і сам туди переселився, створивши хутір Пуцинський. Так само виникли хутори Осадчий, Чупахино, Солнцево. Це — так звані Богданівські хутори.
Культура в Богданівці була на низькому рівні. Спостерігалася суцільна неписьменність населення, на все село був один вчитель. Першим вчителем в Богданівці працював Гудзенко Андрій Якович. Населення зовсім не отримувало медичної допомоги. Декілька сіл — Богданівку, Богуслав, Тернівку, Кохівку — обслуговувала одна лікарка і одна медсестра.
На початку Першої світової війни погіршав стан селян: все доросле чоловіче населення пішло на фронт. Селянські сім'ї залишилися без годувальників. Господарства розорялися, почався голод. Все це викликало велику незадоволеність у людей. Вони хвилювалися, вимагали хліба. Жінки, що залишилися удома, і люди похилого віку не могли впоратися з господарством, воно приходило в занепад. У Богданівці спалахнуло повстання (1916 р.). Учасниками цього стихійного повстання були жінки-солдатки, підлітки і літні люди.

### Перше повстання селян
У селі був суспільний фонд (запас) хліба, який повинен був видаватися тим хто голодує. Але земське начальство стало вирішувати питання так, щоб віддати цей суспільний хліб на фронт, для армії. Селяни запротестували. Жінки збунтувалися, оточили волость і стали вимагати, щоб хліб не віддавали на фронт. Але начальство не погоджувалося. Тоді селяни, озброївшись сокирами, вилами і всім, що попадалося під руки, зламали двері. Земський начальник Гапанов викликав загін жандармів, щоб розігнати «бунт», але жінки двох жандармів стягнули з коней, обеззброївши їх, і жандарми нічого не змогли зробити. Земський начальник викликав ще дві роти солдатів, проте, останні відмовилися стріляти в жінок і людей похилого віку. Начальство вимушене було піти на поступки і задовольнити всі вимоги селян. Так закінчилося повстання жінок-солдаток і людей похилого віку. Керівниками його були жінки — Богомазова Марія і Виходцева Марія.
У 1918 році в Богданівці більшовик Черногоров Степан організував першу партійну організацію. У березні ж 1918 року до села увійшли німці, а після — вступили денікінці. Але восени 1919 років в Богданівку знову повернулася радянська влада.

### Богданівський район
У березні 1923 року скликається сесія райвиконкому сіл Богданівки, Тернівки, Богуслава, Коховки. На цій сесії був вибраний виконавський районний комітет з центром в с. Богданівка. Богданівський район проіснував з 1923 року по 1925 рік. Потім його об'єднали з Павлоградським районом. Богданівці брали активну участь в боротьбі з німецькими окупантами. У партизанських загонах прапорщика Будінського і Кучеренка, що діяли на Павлоградщині, знаходилися і богданівци. Наприклад, Калінін Д., Міхайлов Р., Лазуркин І., загиблі на фронтах громадянської війни, а також Вихідців П., Богомазів З, Волокитін С.В період колективізації класова боротьба між селянами ще більше загострилась.

### Друге повстання селян
У квітні 1930 року на території сучасних Петропавлівського, Павлоградського, Близнюківського, Покровського районів, до Ясинуватої включно, розгорнулось широкомасштабне повстання селян та робітників. В Павлоградському повіті його керівниками були К.С Глібов, М. І. Пуц та Воробйов. Повстанці вийшли зі слободи Осадчої, та хуторів Вербський і Путятин. Вранці 5 квітня 1930 року загони повстанців, прямуючи на Павлоград, прийшли в села Богданівку та Тернівку. В кожному селі селяни знищували активістів колгоспного руху: так, в Осадчому було вбито 30 чоловік, у Тернівці три чоловіка. В Богданівці Глібов організував мітинг, на якому виступив та пояснив всім селянам, що вони виступають за Ради без комуністів.
Прямо на мітингу було повішені комуністичні активісти Суворкін, Беспалий, Григорій Стащиков, Ілля Лєжнєв. Місцеві партійні активісти брати Григорій та Василь Чеснокови видерлися на дзвіницю церкви та почали бити в дзвони та кричати, що в селі повстали селяни, за це їх скинули з дзвіниці. Потім колони повсталих рушили на Павлоград. Дорога з Богданівки на Богуслав і Павлоград пролягала правіше від сучасної. Богданівського лісу тоді ще не було, по всій долині Самари були розкидані піщані горби-дюни. Саме за ними і влаштували засідку регулярні частини ГПУ.
Для придушення повстання саме в Павлоградському повіті використали прикомандировані військові частини ГПУ з Харкова та Дніпропетровська. Ще були залучені комуністична й комсомольська ячейка комуністичної партії, що розташовувалась в місті Павлоград. Як згадує один з родичів секретаря Павлоградського Політбюро: «У всіх більшовиків Павлограда вдома та при собі особисто завжди була зброя, яку в разі чого вони могли застосовувати. В ті дні, 5 квітня 1930 року, вся комячейка склала особливий загін, і разом з відділом ГПУ влаштувала засідку на повстанські колони.» Як свідчить один з богданівців, тоді він семирічним хлопцем разом з батьками садив картоплю, город їх був на околиці села, коло піщаних дюн. Війська почали вести кулеметний вогонь по колонам, що рухались дорогою, у повсталих зі зброї були тільки нагани та шаблі, навіть не було ні одного кулемета. Як згадували свідки, «Над долиною ще три дні стояв дрібний білий пух, поки його рознесло вітром. Повсталих було так багато, і кіннотникам не вистачало сідел, тому замість них вони використовували подушки…» Всього загін Глібова налічував близько 800 чоловік, а в тих колонах людей, що рухались з Богданівки до Богуслава було, за оцінками старожилів, до 3000 чоловік.
Після розстрілу селян, війська ГПУ та комуністи влаштували «зачистки» по Богданівці та Тернівці. Знищували всіх, хто навіть підозрювався у приналежності до повстанців. Людей знаходили й вбивали по горищах й погребах. Як пригадують павлоградці — школярі, які їздили у 50-ті роки до Богданівки прибирати кукурудзу, «Богданівські діди так боялися міліції, що уникали зустрічі навіть з міліцейською машиною, тікали в кукурудзу».

### Мирні часи
З великими труднощами складалося нове життя і у хліборобів. Після революції безземельні селяни отримали наділи землі. На цих наділах утворилися хутори Самарське, Мерцалівка (Чапай), Пуцовський хутір, що нині село Тельмана.
05.02.1965 Указом Президії Верховної Ради Української РСР передано Богданівську сільраду Петропавлівського району до складу Павлоградського району.

## Населення
Згідно з переписом УРСР 1989 року чисельність наявного населення села становила 5130 осіб, з яких 2458 чоловіків та 2672 жінки.
За переписом населення України 2001 року в селі мешкали 5002 особи.

### Мова
Розподіл населення за рідною мовою за даними перепису 2001 року:
| Мова       | Відсоток |
| ---------- | -------- |
| російська  | 91,13 %  |
| українська | 8,73 %   |
| грецька    | 0,02 %   |
| молдовська | 0,02 %   |

## Економіка
- Шахта «Самарська».
- ТОВ «Екоенергоресурс».
- «Ім. Хмельницького», сільськогосподарське ТОВ.

## Об'єкти соціальної сфери
- Школа I—III ст.
- Школа I—II ст.
- Музична школа.
- Дитячий садочок.
- Будинок культури.
- Амбулаторія.

## Пам'ятки
У селі є пам'ятник Богданові Хмельницькому, встановлений у 1975 році.

## Постаті
- Савенков Олександр Володимирович (1988—2014) — старший солдат Збройних сил України, учасник російсько-української війни.

## Галерея

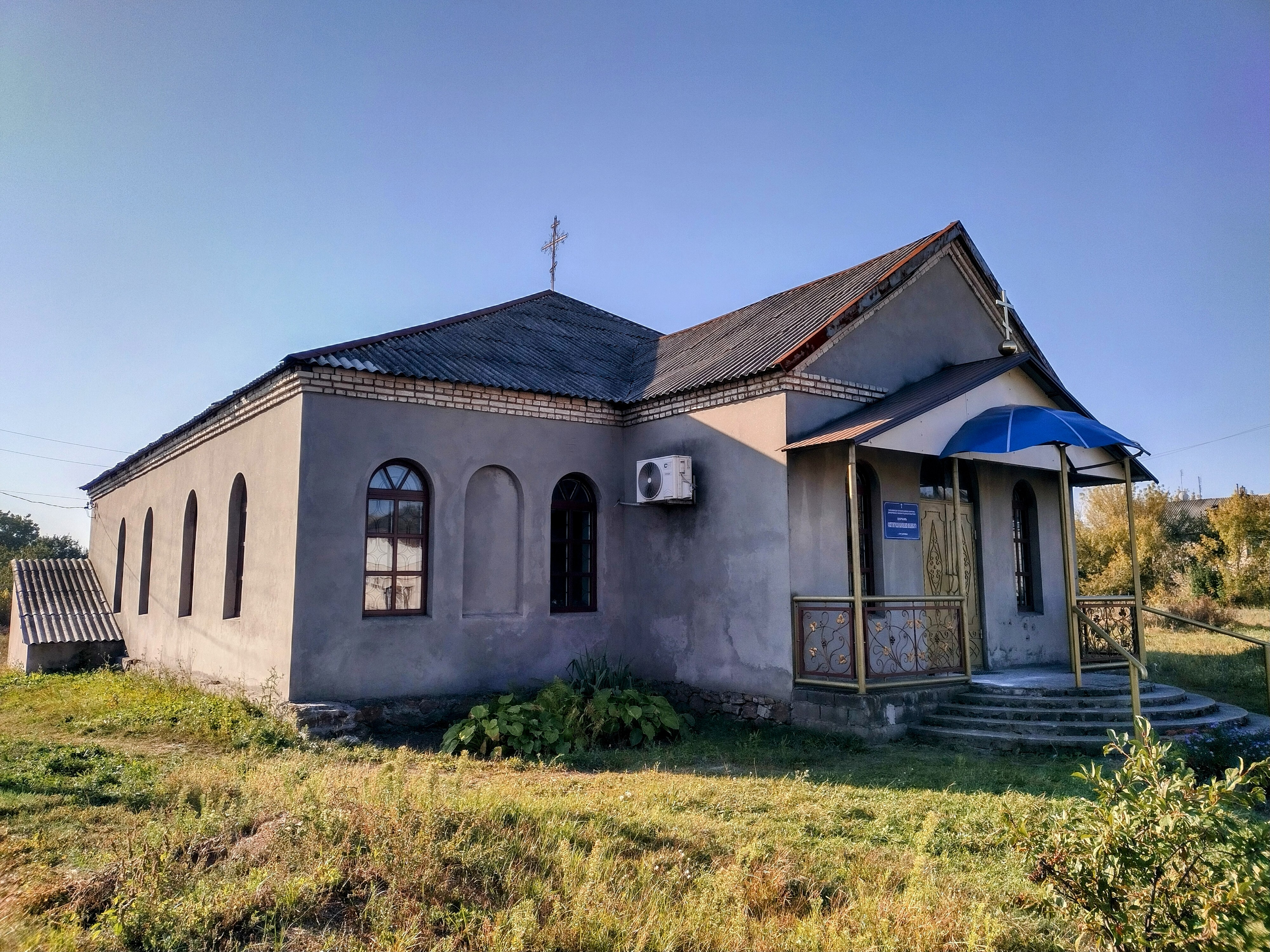
Церква Святителя Василя Великого
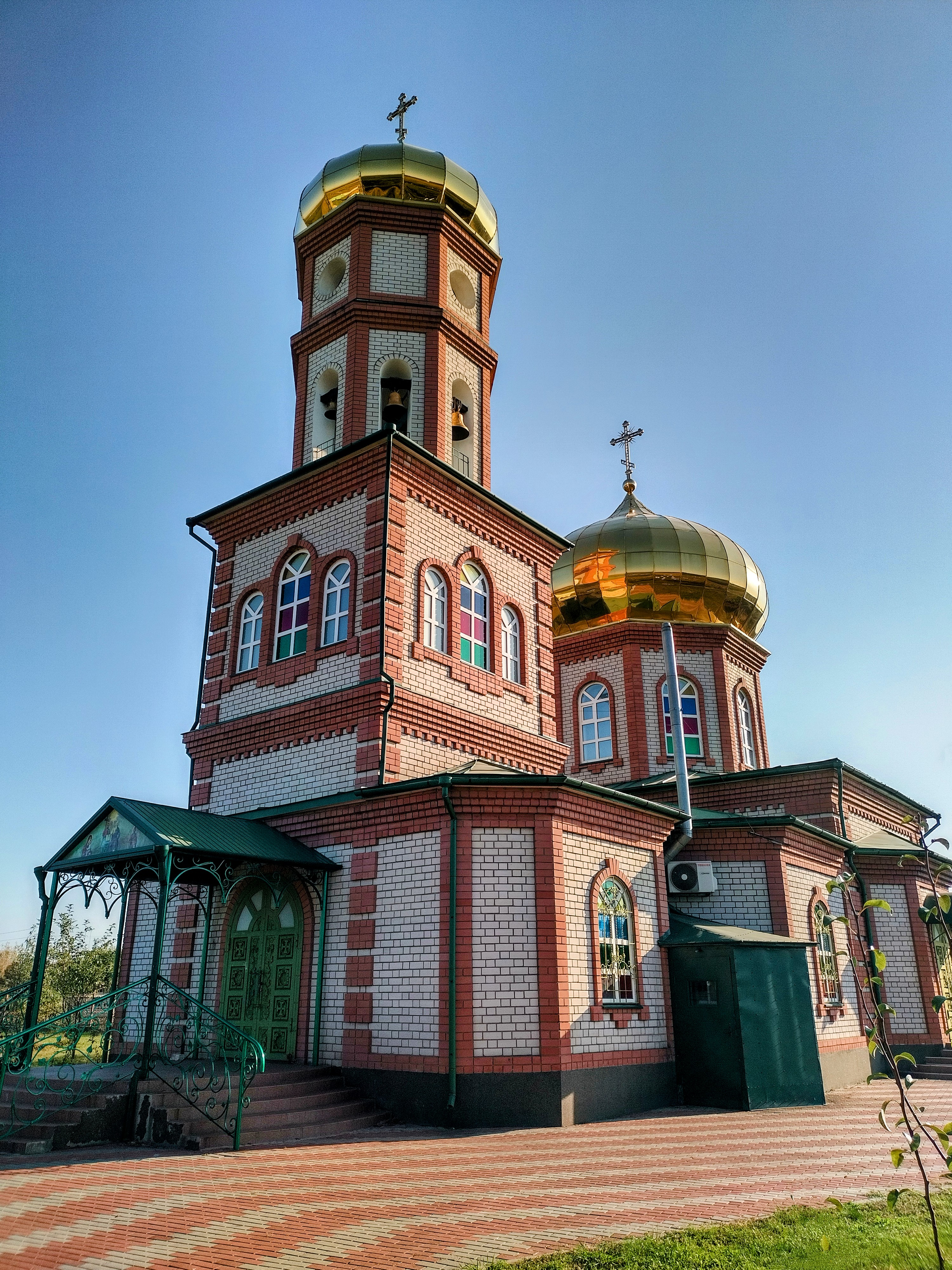
Свято-Троїцький храм
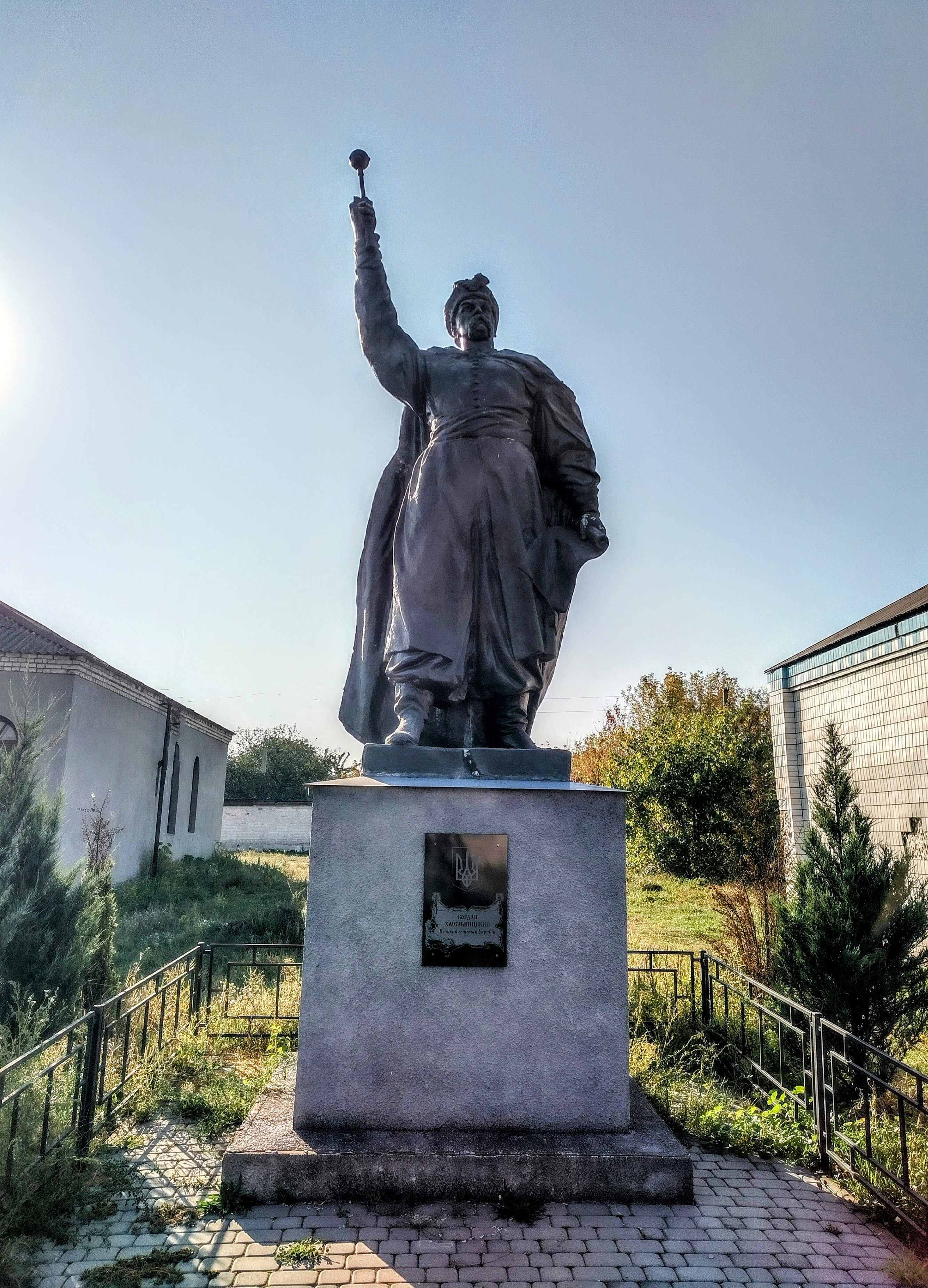
Пам'ятник Богдану Хмельницькому
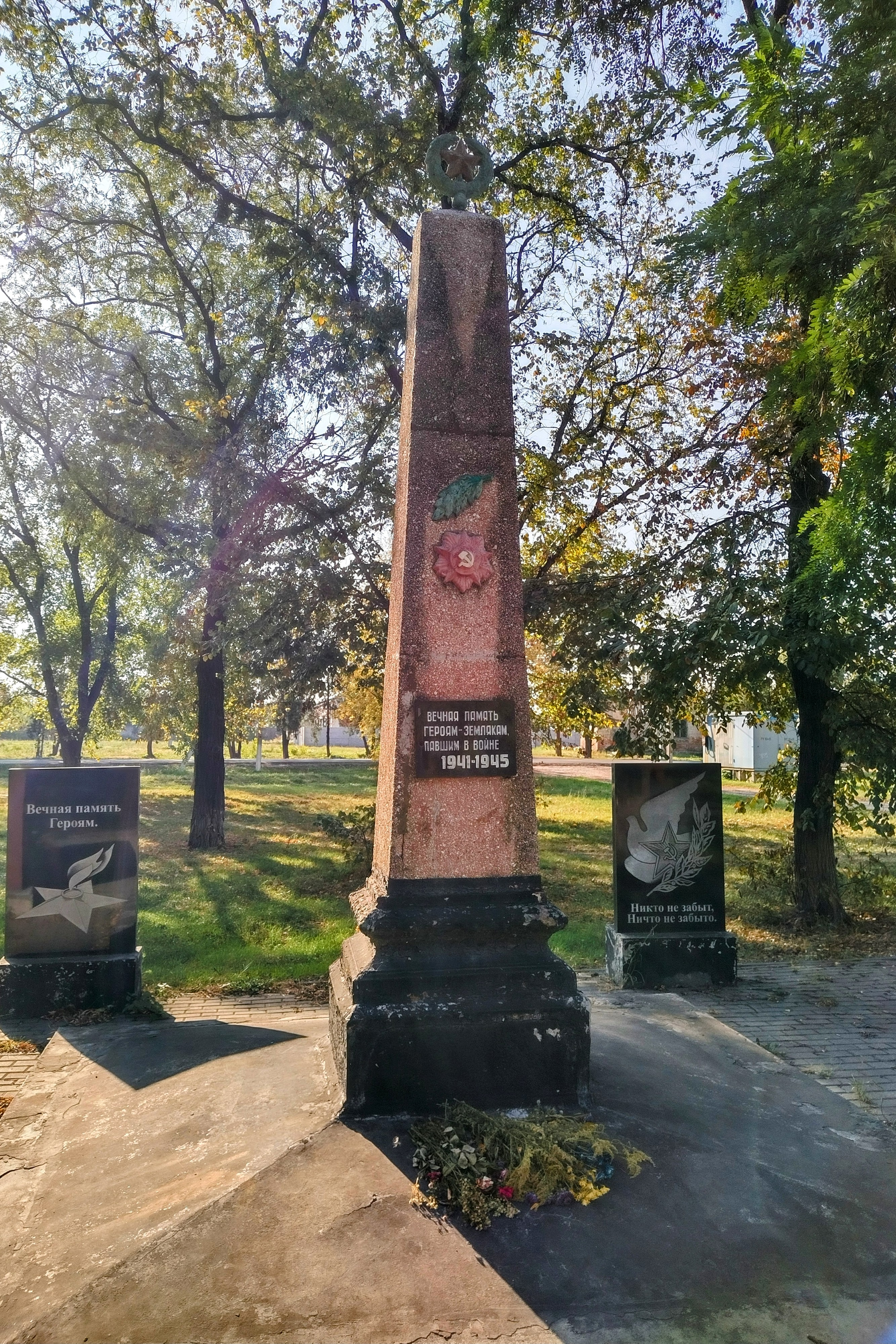
Військовий меморіал
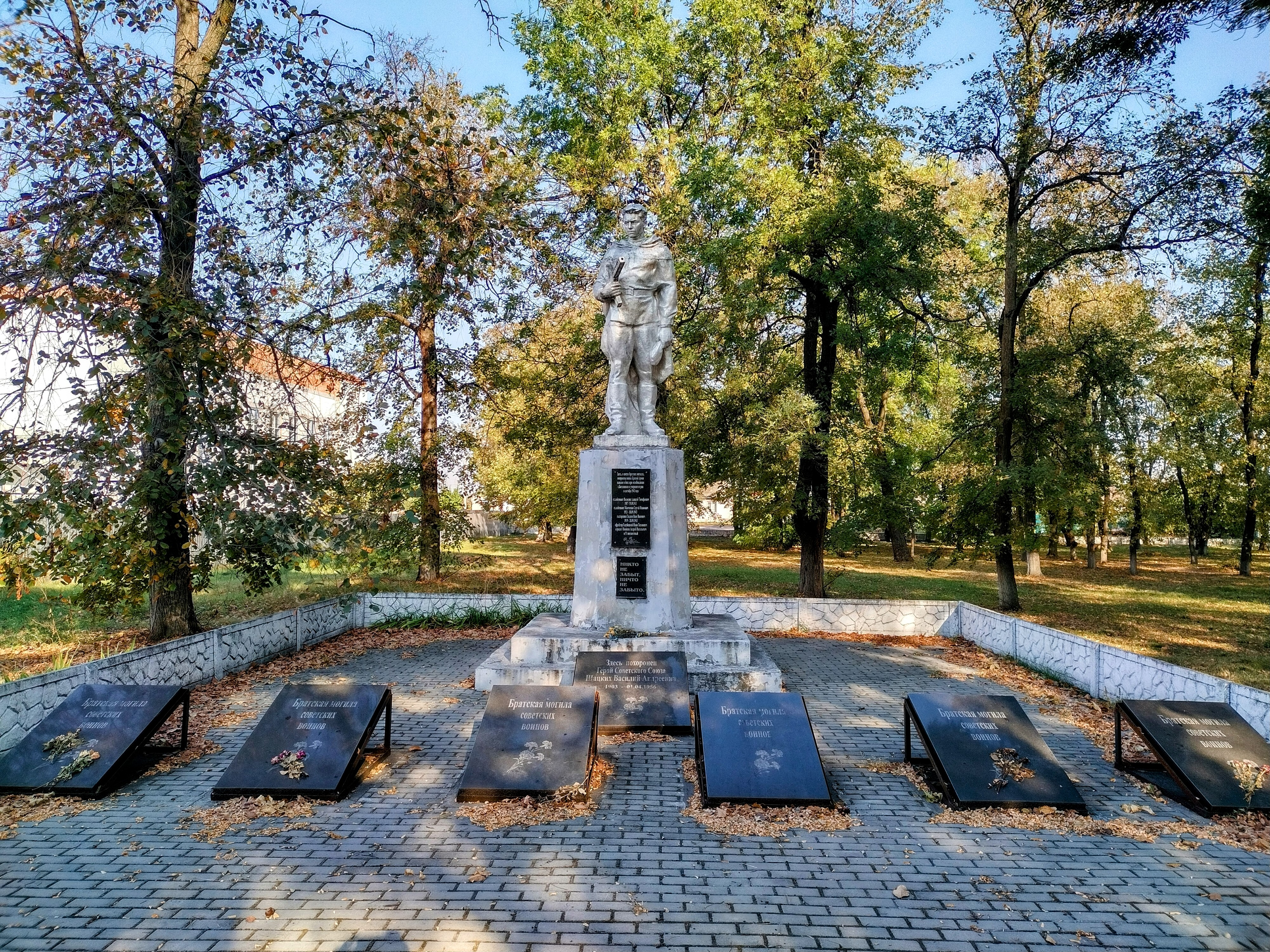
Братська могила радянських воїнів